# Media Rights Capital
Media Rights Capital (MRC) er et filmproduktionsselskab baseret i Beverly Hills, Californien, grundlagt i 2006 af Mordecai Wiczyk og Asif Satchu. Investeringer i virksomheden omfattede Guggenheim Partners, AT&T, WPP Group, Goldman Sachs og ABRY Partners.

## Historie
I november 2021, efter mere end tre års retssager, afgjorde et voldgiftspanel, at Spacey skulle betale House of Cards produktionsselskabet omkring 31 millioner dollars for kontraktbrud. Han overtrådte det adfærdskodeks, som han havde aftalt med produktionsselskabet MRC. MRC havde frigivet Spacey efter anklager om misbrug, produktionen af sjette sæson måtte stoppes, serien omskrives og forkortes, hvilket førte til tab i titusinder af millioner.